# Hieró II

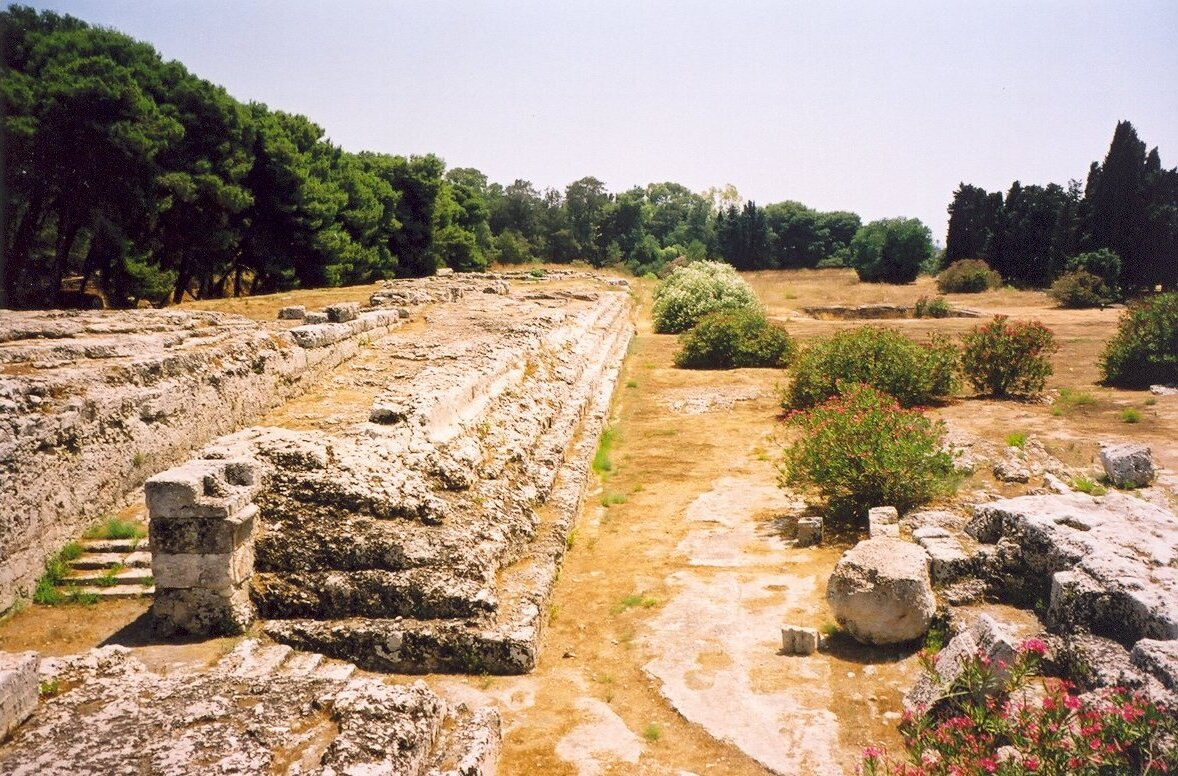
Tomba d'Hieró II a Siracusa

Hieró II (llatí: Hieron; grec antic: Ἱέρων) (Siracusa abans del 306 aC- 216 aC) fou tirà de Siracusa, fill d'un siracusà notable de nom Hièrocles que deia ser descendent de Geló I i d'una serventa.
Es va distingir durant el període de Pirros de l'Epir i es va fer molt popular a l'exèrcit que en una ocasió el va nomenar com a cap junt amb Artemidor contra la decisió de l'assemblea, però després va aconseguir la ratificació del nomenament.
Es va casar amb la filla de Leptines, el ciutadà més influent de Siracusa, i es va assegurar el suport del consell de la república.
Després de la sortida de Pirrus els mamertins van atacar Siracusa i va aprofitar per enviar a les tropes mercenàries, de les que desconfiava, que foren completament derrotades i aniquilades, mentre ell amb les forces siracusanes, es va retirar sa i estalvi cap a la ciutat on va aixecar un nou exèrcit amb el qual va derrotar els mamertins i els va expulsar dels territoris que havien ocupat i després va ocupar Mylae i Alaesa mentre les de Tíndaris, Abacaenum i Tauromenium es van declarar favor seu, quedant els mamertins reduïts a una cantonada de l'illa, i es va lliurar una batalla decisiva a la vora del riu Longanus on foren totalment derrotats i el cap mamertí Cios fou fet presoner; la capital mamertina Messana va estar a punt de caure en mans de Hieró i només es va salvar per la intervenció dels cartaginesos que van imposar un acord de pau. Al seu retorn Hieró fou saludat pels seus ciutadans amb el títol de rei (270 aC).
Vers el 272 aC havia ajudat als romans en el setge de Rhegion, enviant gra i una força auxiliar.
Després del 270 aC no torna a ser esmentat fins al 264 aC quan els mamertins es van aliar als romans, i Hieró llavors es va decantar per l'aliança amb Cartago i va unir les seves forces a les d'Hannó que havia arribat a Sicília amb un exèrcit poderós. Les forces combinades van posar setge a Messana però no van poder impedir que el cònsol Api Claudi creués l'estret amb un exèrcit. Claudi va desembarcar prop del camp siracusà i Hieró li va presentar batalla l'endemà, però fou parcialment derrotat. Desconfiant de l'ajut cartaginès, Hieró es va retirar sobtadament cap a Siracusa i Claudi no va tardar a seguir-lo i va devastar el país fins a les muralles de Siracusa, però es va haver de retirar en esclatar una epidèmia de pesta.
L'any següent es van renovar les hostilitats (263 aC) amb els cònsols Valeri o Octacili que van tornar a devastar el territori i van ocupar algunes petites ciutats. Hieró, davant el poder romà i la manca d'ajut dels cartaginesos, va signar la pau amb els romans, amb termes prou favorables: Hieró podria conservar tot el sud-est de l'illa i la part oriental fins a Tauromenium, i només havia d'alliberar als presoners i pagar una indemnització de guerra.
Des de llavors fou fidel aliat romà. Siracusa va gaudir d'un llarg període de pau, tranquil·litat i prosperitat. Durant la primera guerra púnica va fer destacats serveis als romans: el 262 aC els va proveir amb subministraments a Agrigent que van permetre als cònsols mantenir el setge d'aquesta ciutat i finalment ocupar-la; també els va ajudar amb armament a la conquesta de Camarina; el 252 aC és esmentat aportant vaixells al cònsol Aureli Cotta; i el 249 aC els va aportar gra durant el setge de Lilibèon.
Després de la batalla d'Egusa el 241 aC on Gai Lutaci Catul va derrotar els cartaginesos, Roma va establir la superioritat naval al mediterrani occidental,
Cartago va buscar la pau i Roma va reconèixer Hieró II com a rei de Siracusa amb les dependències d'Acrae, Helorus, Netum, Megara Hiblaea, Leontini i l'enclavament de Tauromenium i el seu regne fou inclòs en les zones protegides pel tractat, mentre la resta de l'illa es convertia en la Província romana de Sicília. Un nou tractat amb Roma va establir una aliança perpètua i una rebaixa del tribut. Hieró va visitar Roma i fou rebut amb honors, i als jocs seculars va repartir grans quantitats de gra.
El 222 aC després de la victòria de Marcel sobre els gals, el senat va decidir que una part del botí fos entregat a Siracusa com a acte amistós.
En començar la Segona Guerra Púnica (218 aC) Hieró fou fidel a Roma. Va enviar una flota per cooperar amb el cònsol Semproni i va aprovisionar a les forces romanes a Sicília. El 217 aC, després de la batalla de Trasimè, va enviar gra a Roma i un cos auxiliar, així com una estàtua d'or que fou consagrada pels romans al Capitoli. El 216 aC després de la batalla de Cannes encara va enviar diners i gra al propretor Tit Otacili.
Va morir vers la fi del 216 aC o el començament del 215 aC, segons Llucià a 92 anys. Va tenir un únic fill, Geló II, que vers el 240 aC ja havia estat associat al govern i que va morir amb poca diferència, probablement unes setmanes abans. Va deixar també dues filles, Demarata i Heraclea, casades amb Andrànodor i Zoippos, dos ciutadans notables de Siracusa. A començament del 215 aC ja apareix al poder com a successor el seu net Jerònim de Siracusa.